# معرض كندا الدولي للطيران
معرض الطيران الدولي الكندي، إنك|The Canadian International Air Show (CIAS) هو المعرض الجوي السنوي الذي عقد في ختام المعرض الوطني الكندي (CNE) في تورونتو منذ عام 1949. الطائرات من كندا والولايات المتحدة، فضلا عن بلدان أخرى، تؤدي على البحيرة أونتاريو لمدة ثلاثة أيام في سبتمبر.

## خلفية تاريخية
كانت تورونتو موقعا للعديد من المعارض الجوية حيث تطورت المدينة إلى مركز للنقل الجوي وتصنيع الطائرات في أوائل القرن العشرين. بدأ المعرض الكندية الدولي للطيران في عام 1946 عندما اجتذبت الرابطة الوطنية للطيران في كندا الحشود المتدفقة إلى عرض في مصنع دي هافيلاند كندا في مطار دونزفيو. وبعد مرور عام على ذلك، انتقل المعرض الجوي إلى مكان المعارض في عام 1949، وأصبح سمة منتظمة لل كني في عام 1956.

## في الوقت الحاضر
يجرى هذا الحدث رسميا بمناسبة عطلة عيد العمال الكندية التي تتزامن مع عطلة نهاية الاسبوع النهائية للمجلس الوطنى الكينى. ومن المقرر أن يبدأ وقت العرض في الساعة 12:00 ظهرا مع انتهاء العرض في حوالي الساعة 3:00 بعد ظهر كل يوم. تعقد دورة ممارسة سياس عادة في اليوم السابق لل سياس الرسمية، التي تجري بين الساعة 10:00 صباحا و 2: 00 مساء.
يتم تنفيذ المعرض على بحيرة أونتاريو مباشرة جنوب مكان المعرض. ويمكن أن يكون أفضل عرض من مكان المعرض أو أونتاريو بلاس، على الرغم من أن المعرض مرئيا من أي موقع آخر على البحيرة، وخاصة مارلين بيل بارك أو كوروناتيون بارك. الفنانين يطيرون من بيرسون، فضلا عن مطار الجزيرة في جزر تورونتو القريبة. الدخول إلى المعرض الجوي مجاني؛ ومع ذلك، فإن العرض من مكان المعارض يتطلب الدخول المدفوع إلى هذه المواقع.
لا يوجد عرض ثابت للطائرات. وقد تم عرض جولة صور في بيرسون في عام 1993 وعرض كامل ثابت في عام 1996. على الرغم من النجاح، تم إلغاء العرض بحلول الوقت من المعرض الجوي عام 1998.

## معرض الصور

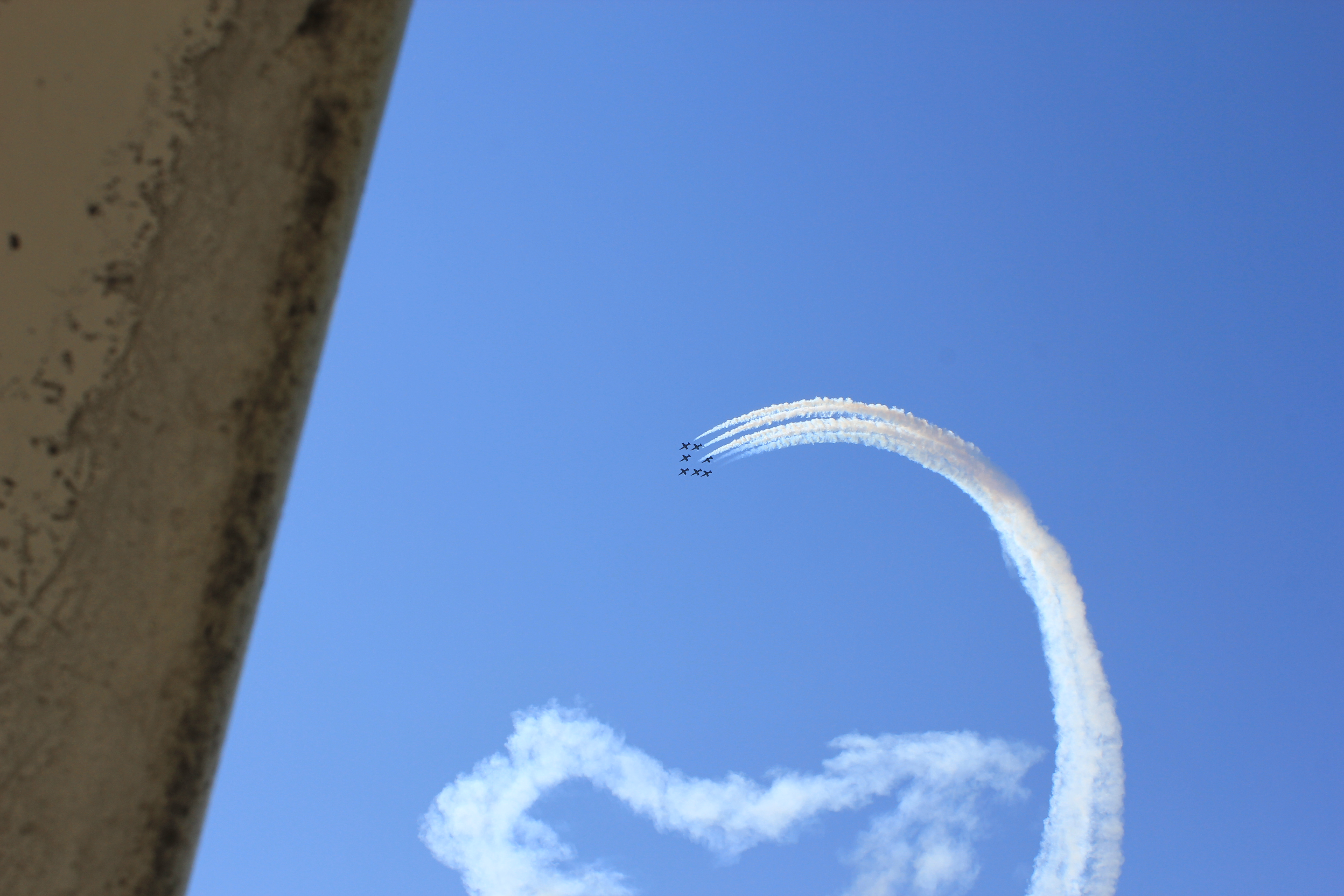
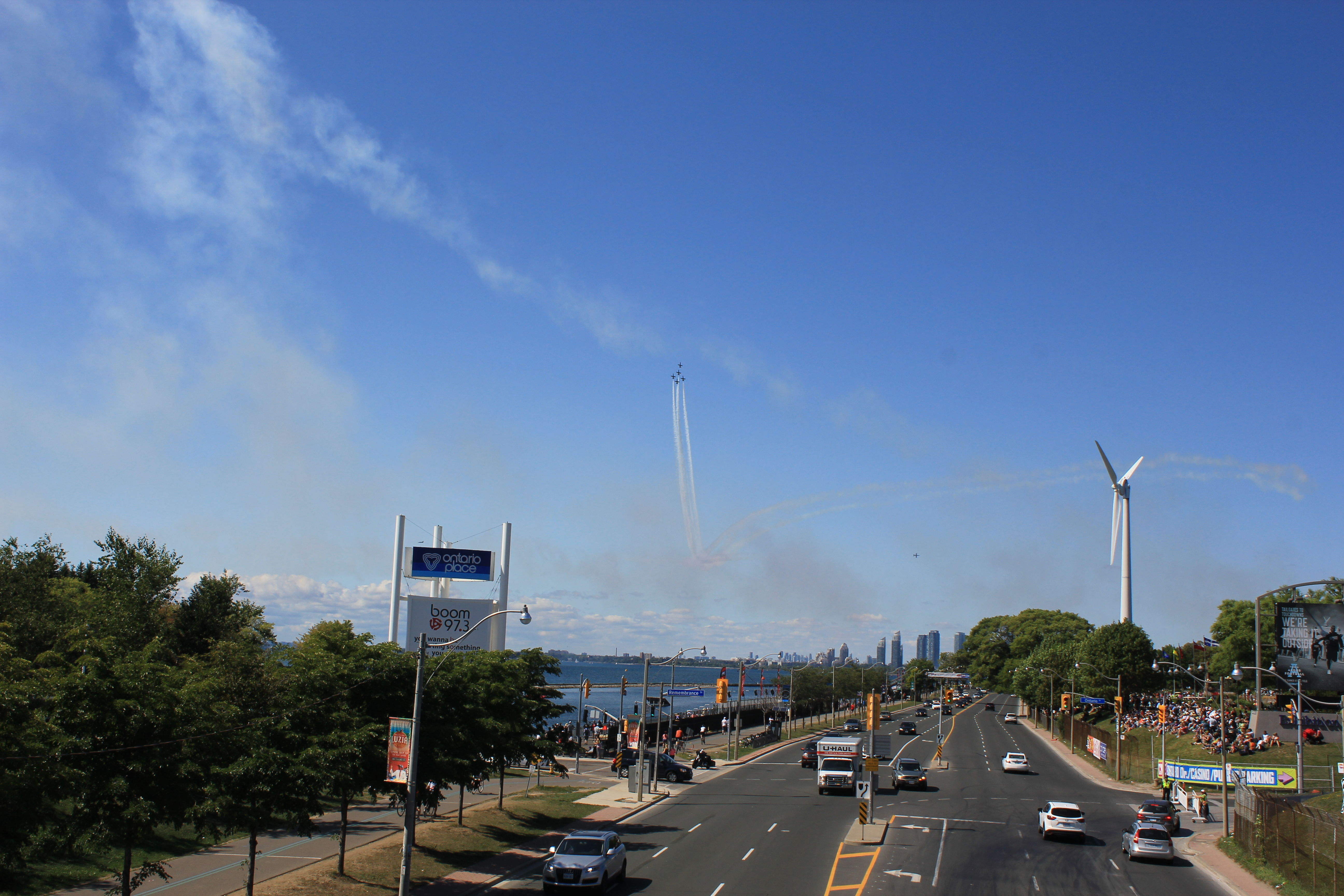
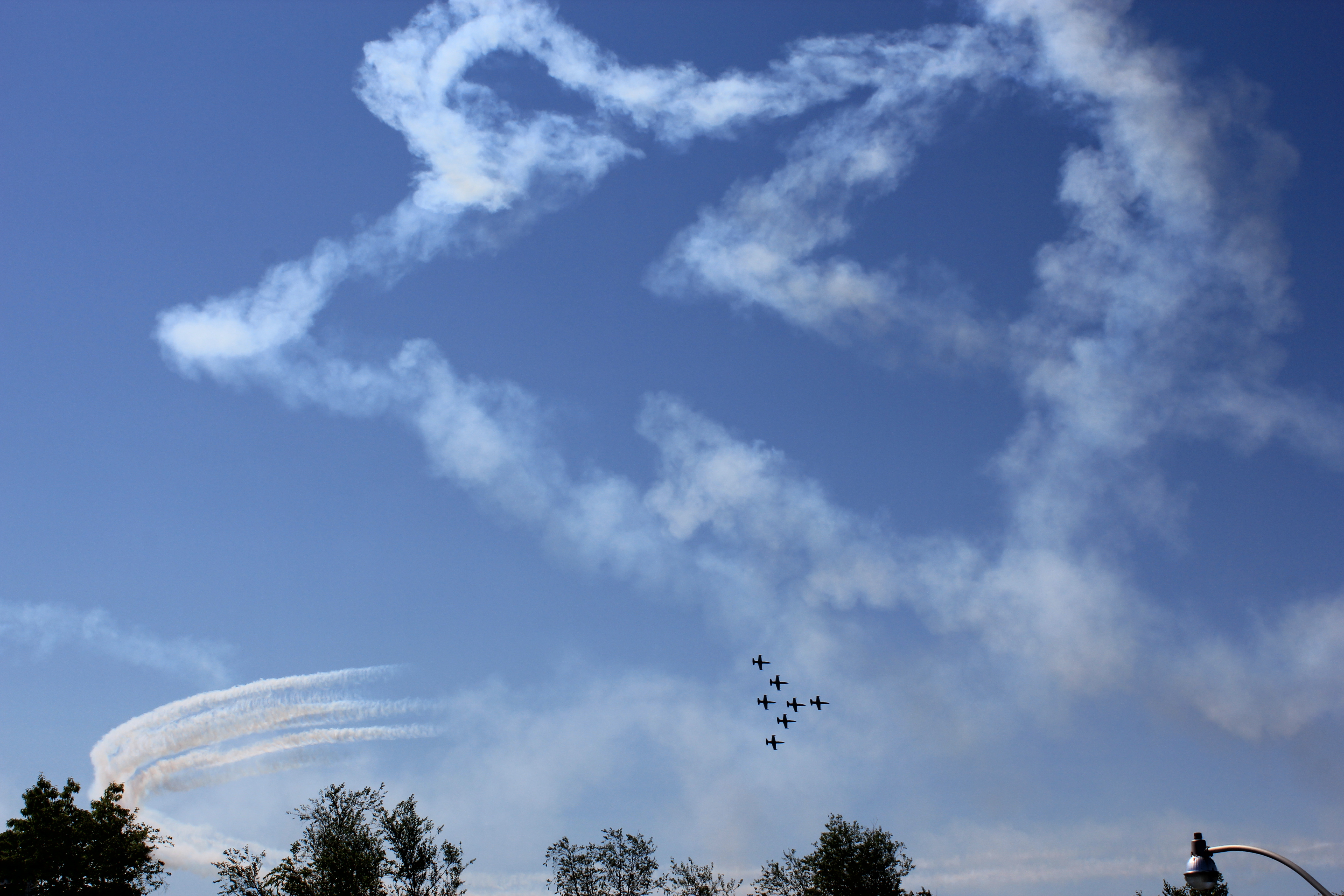
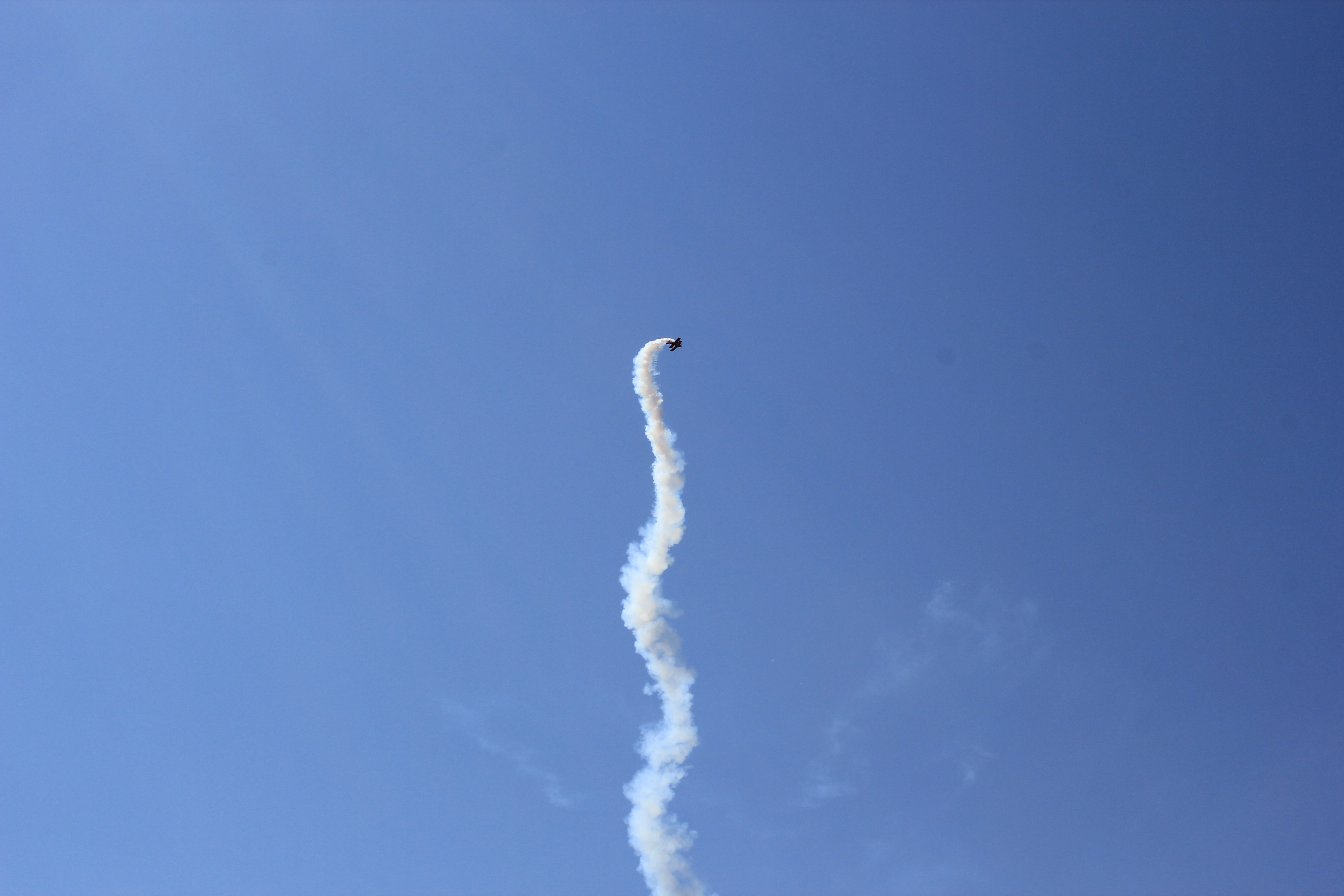
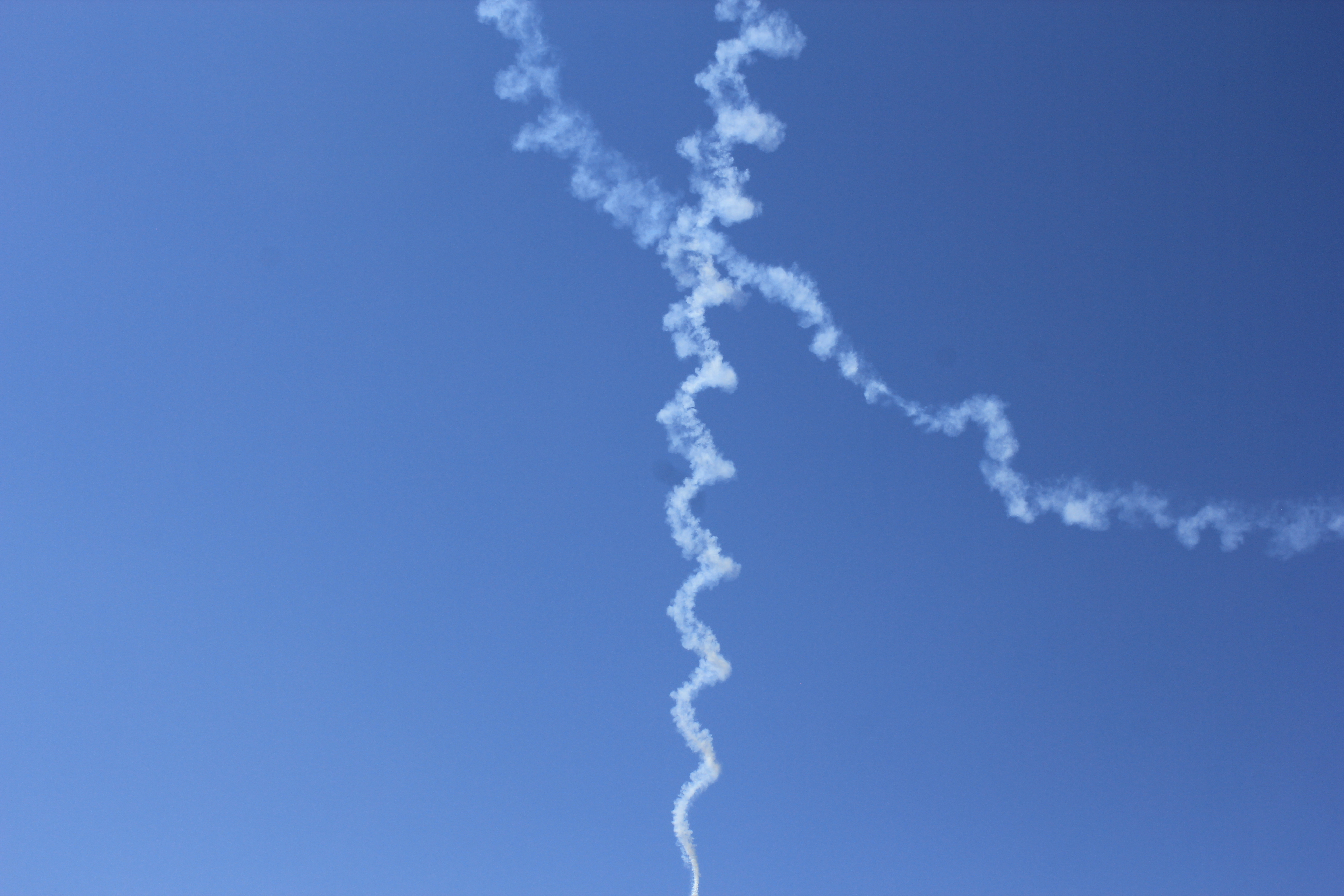
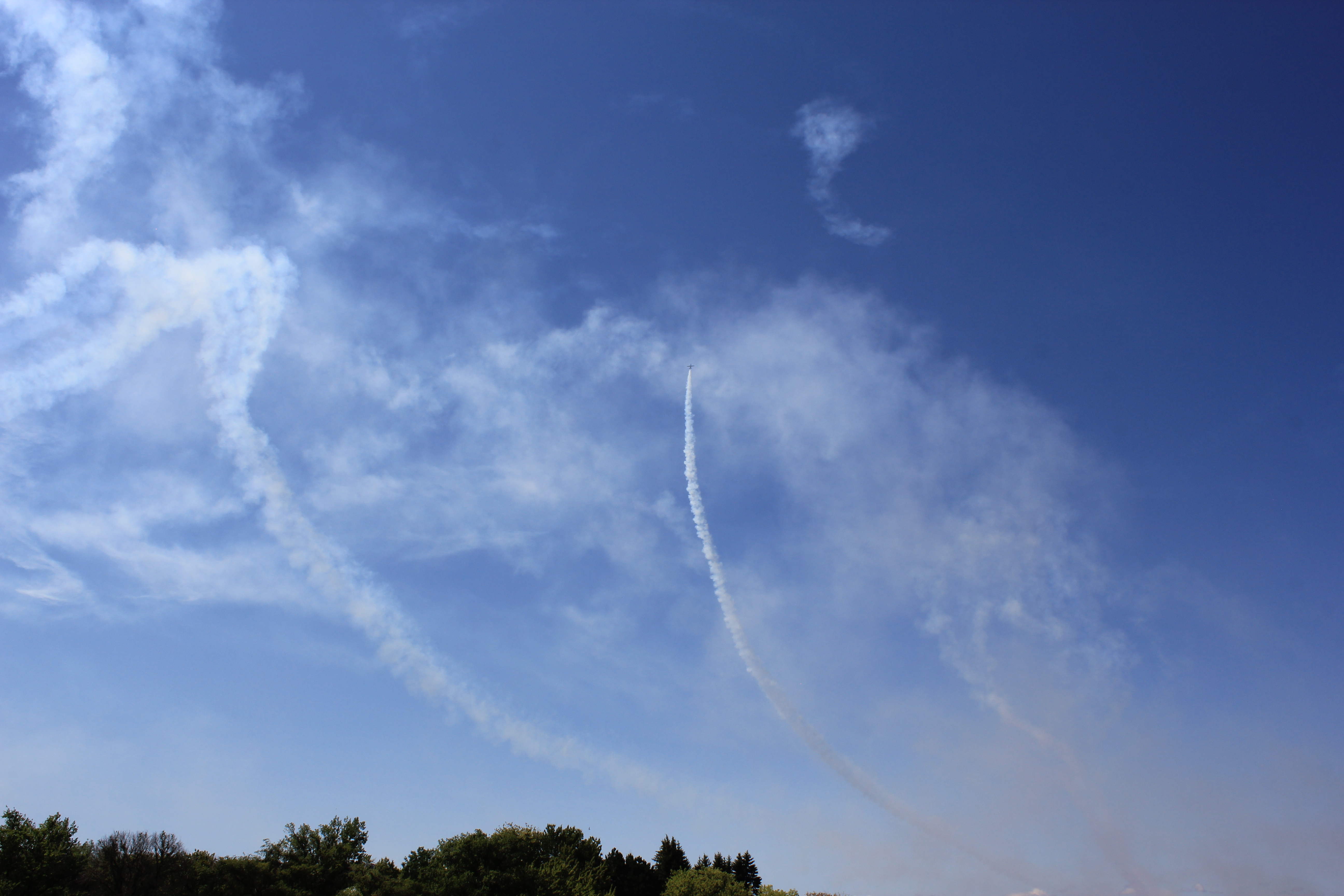
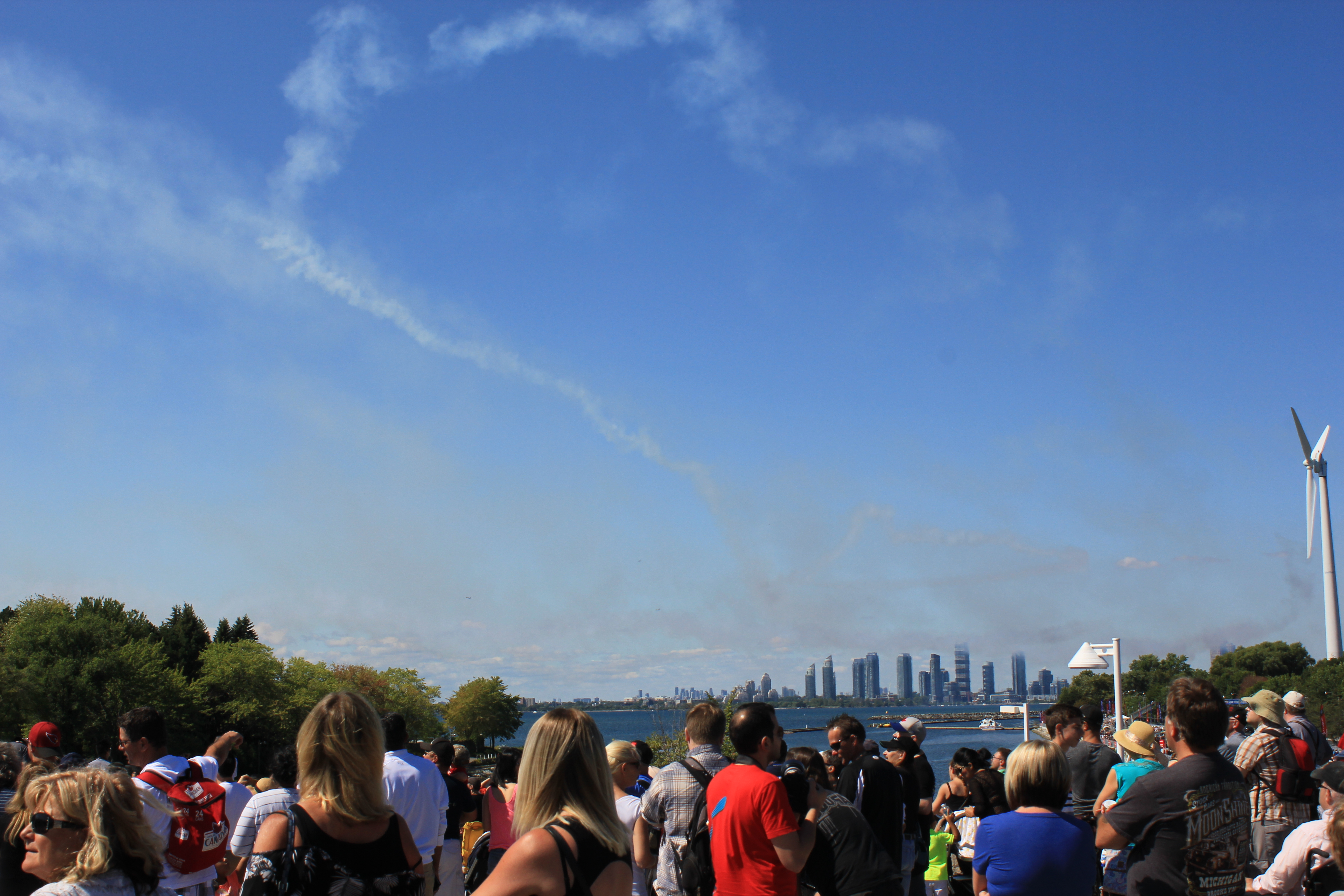
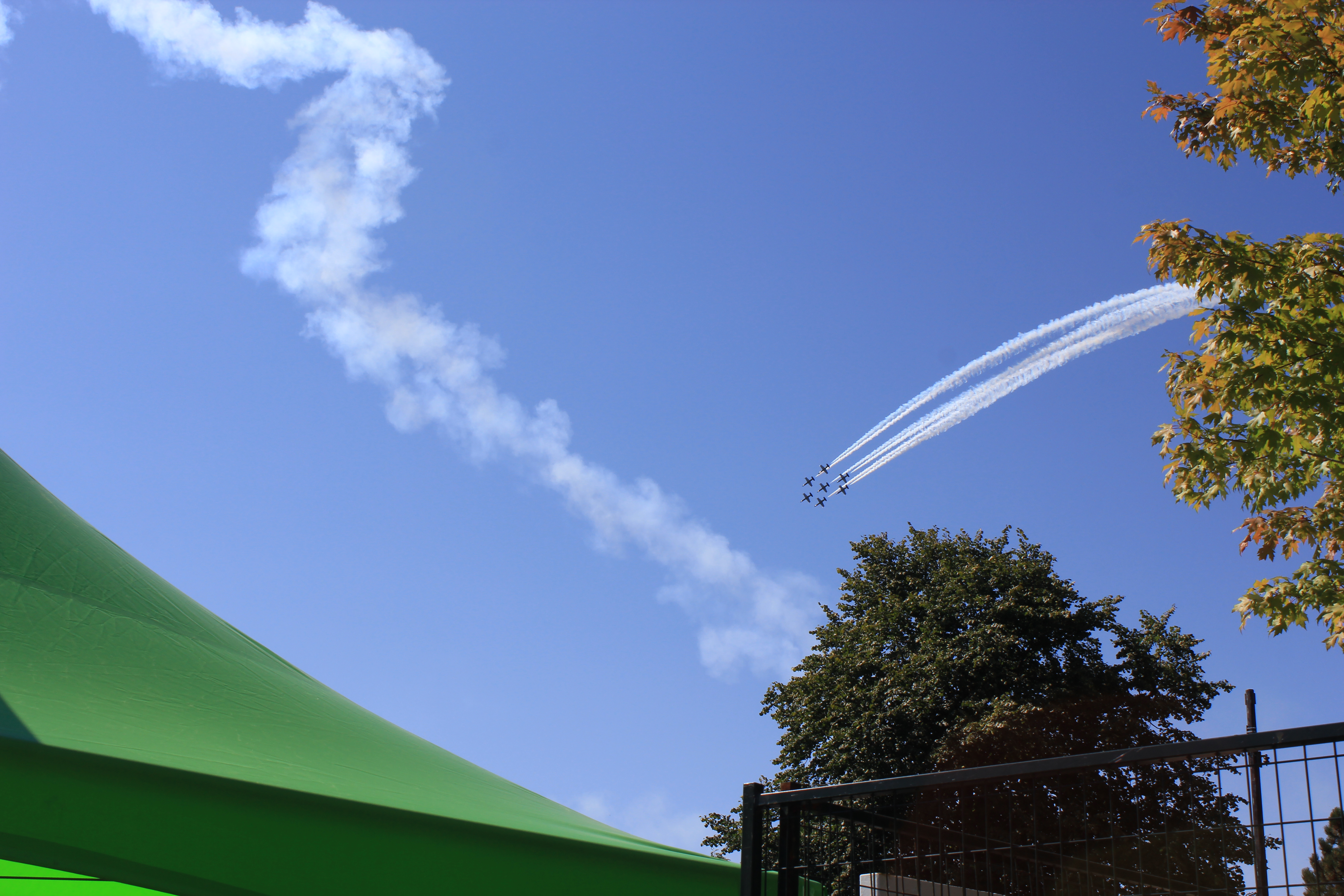
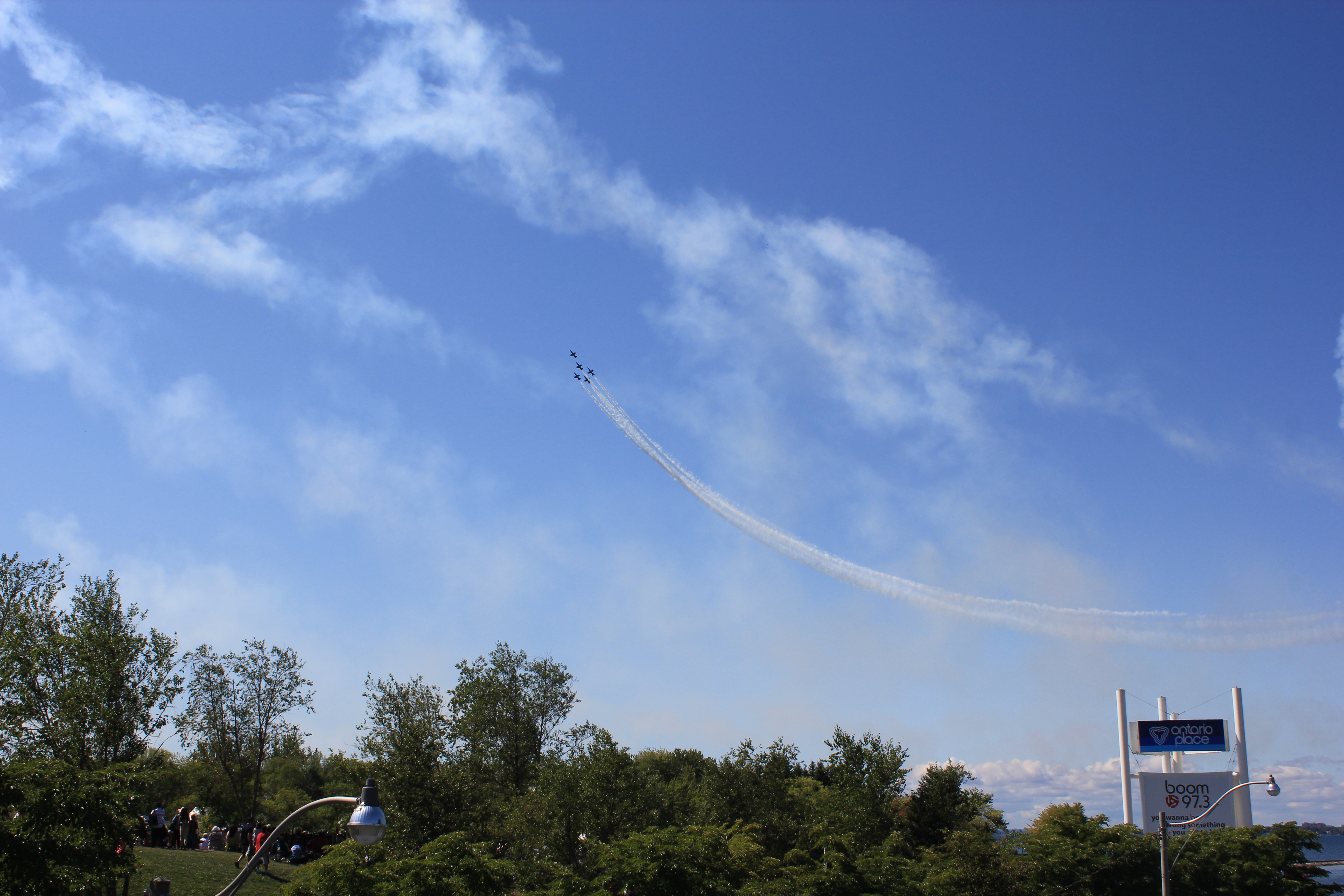
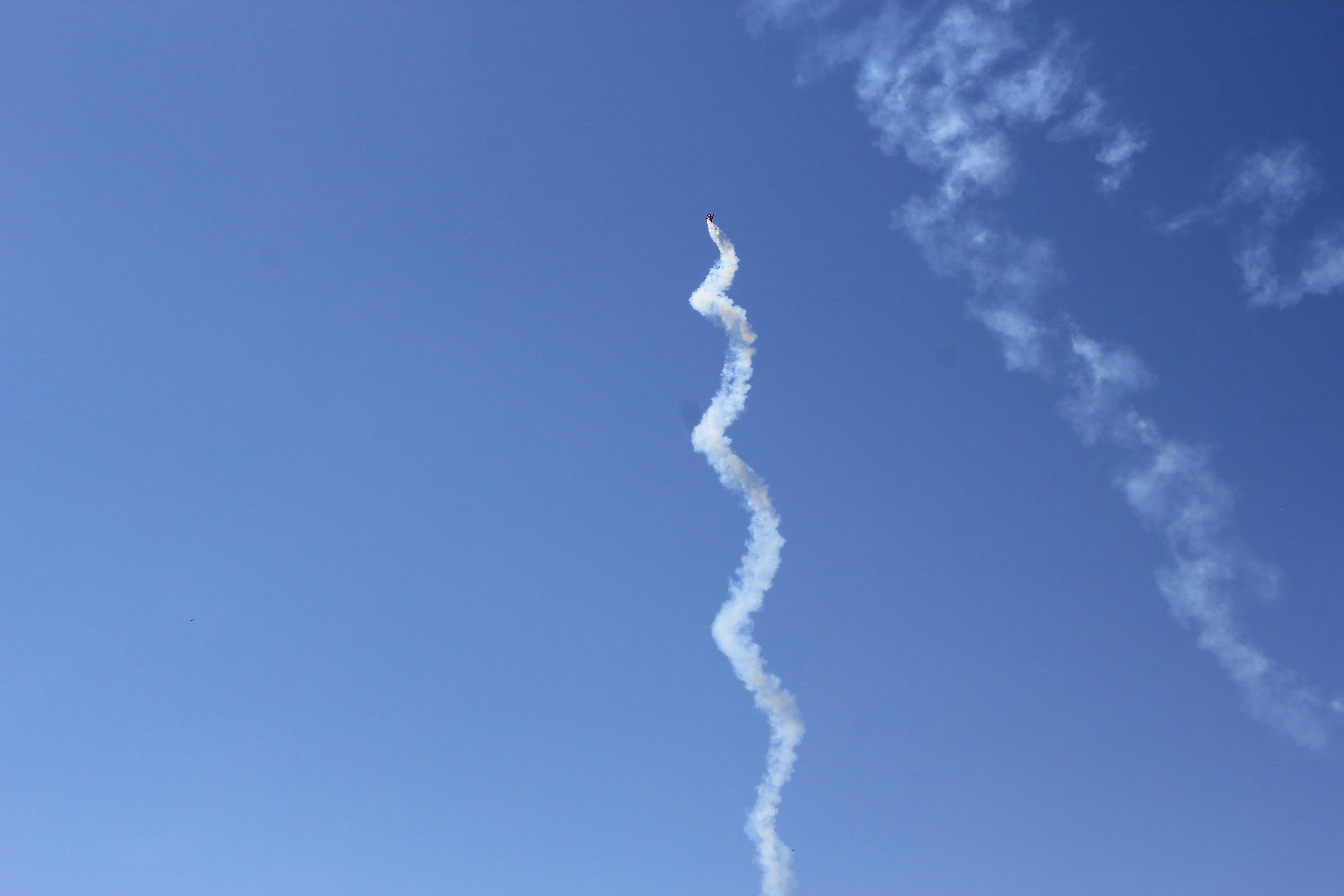
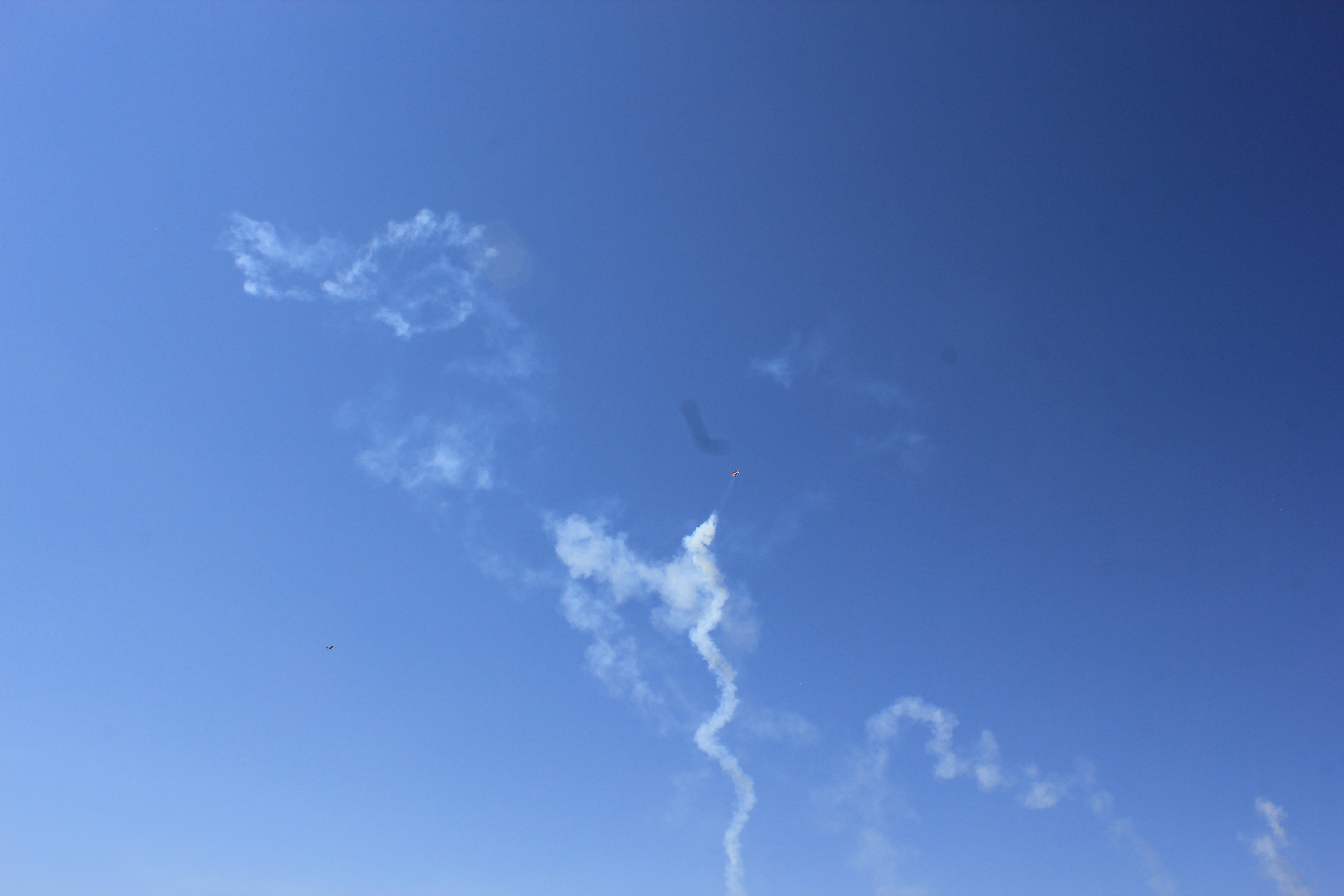
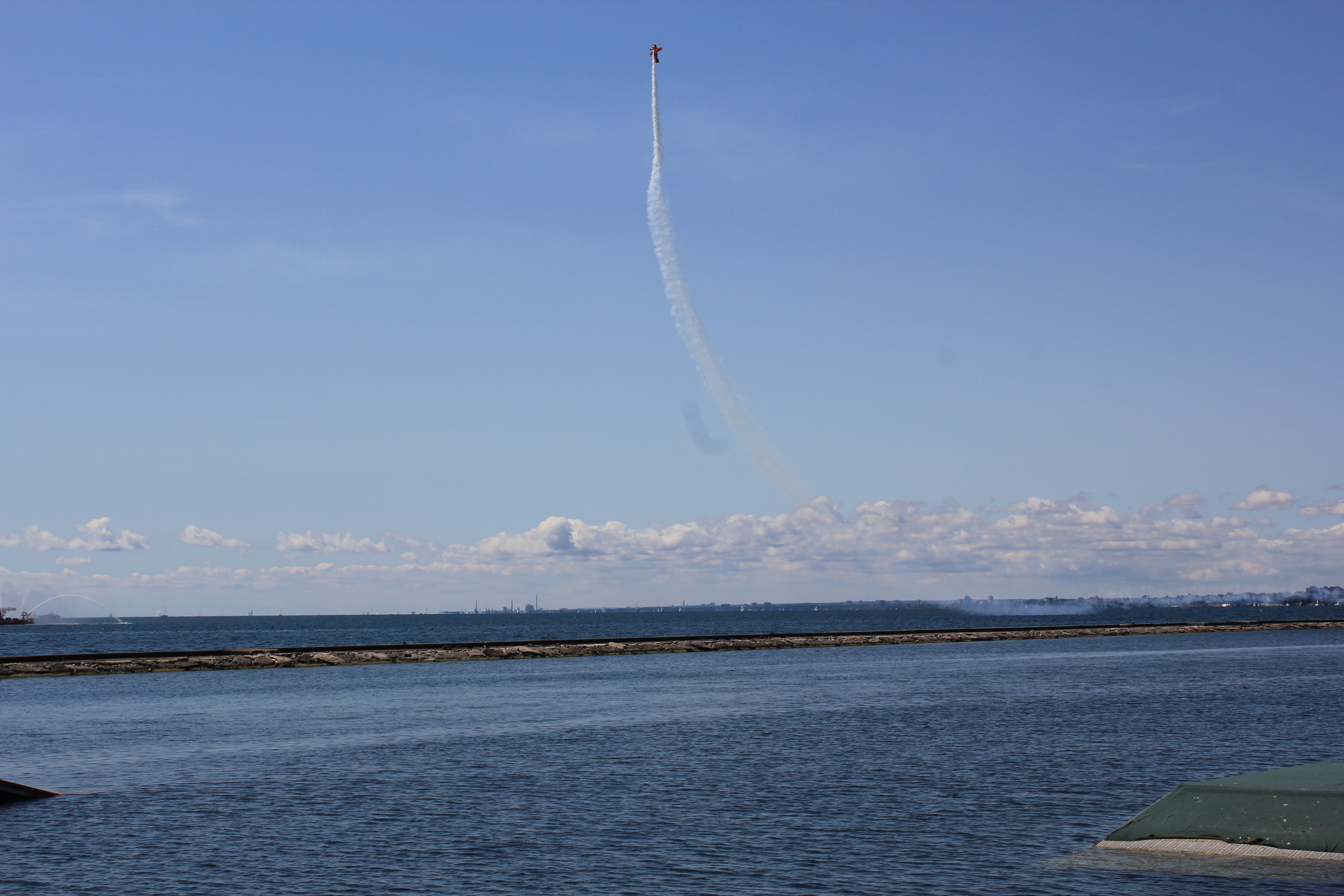
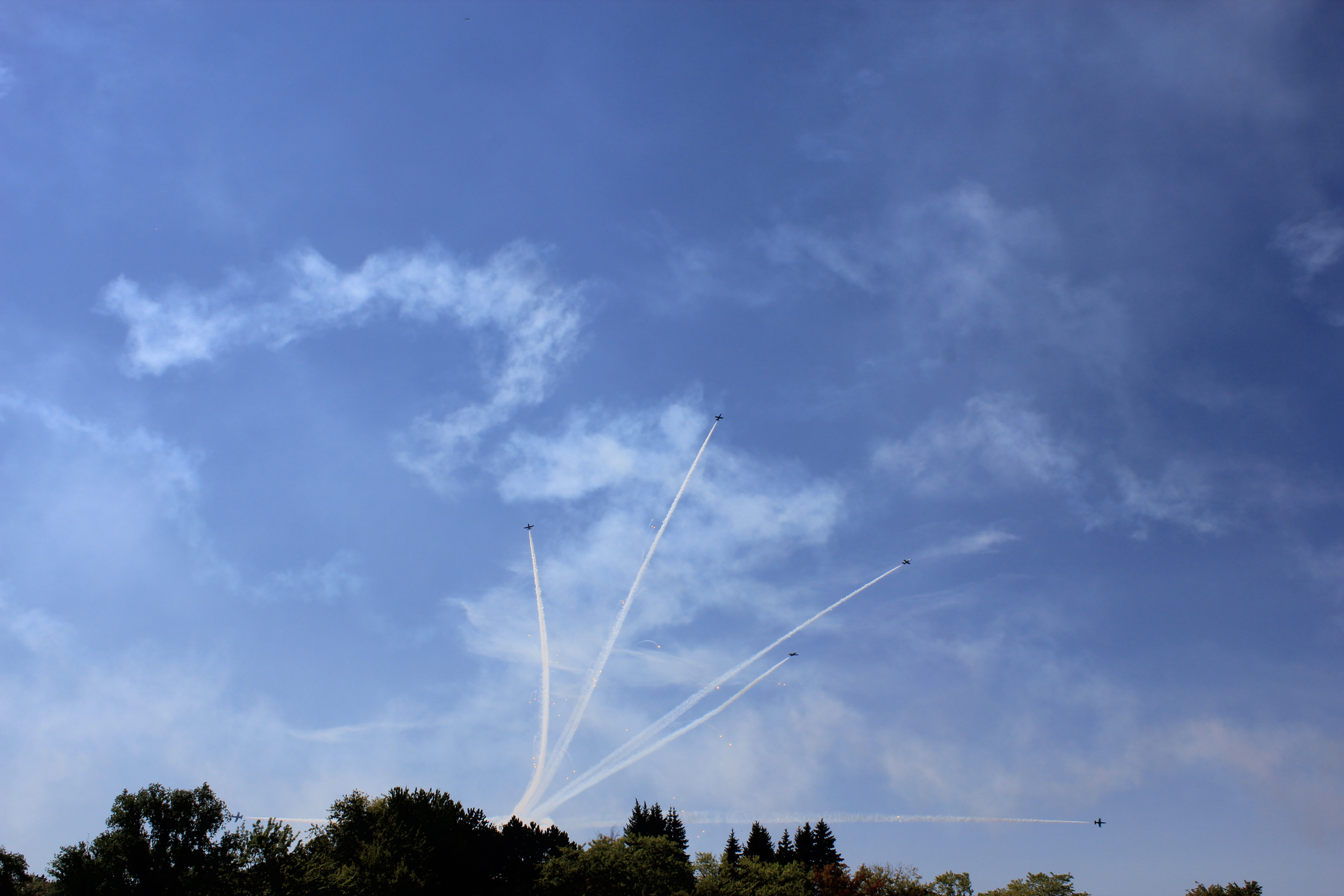
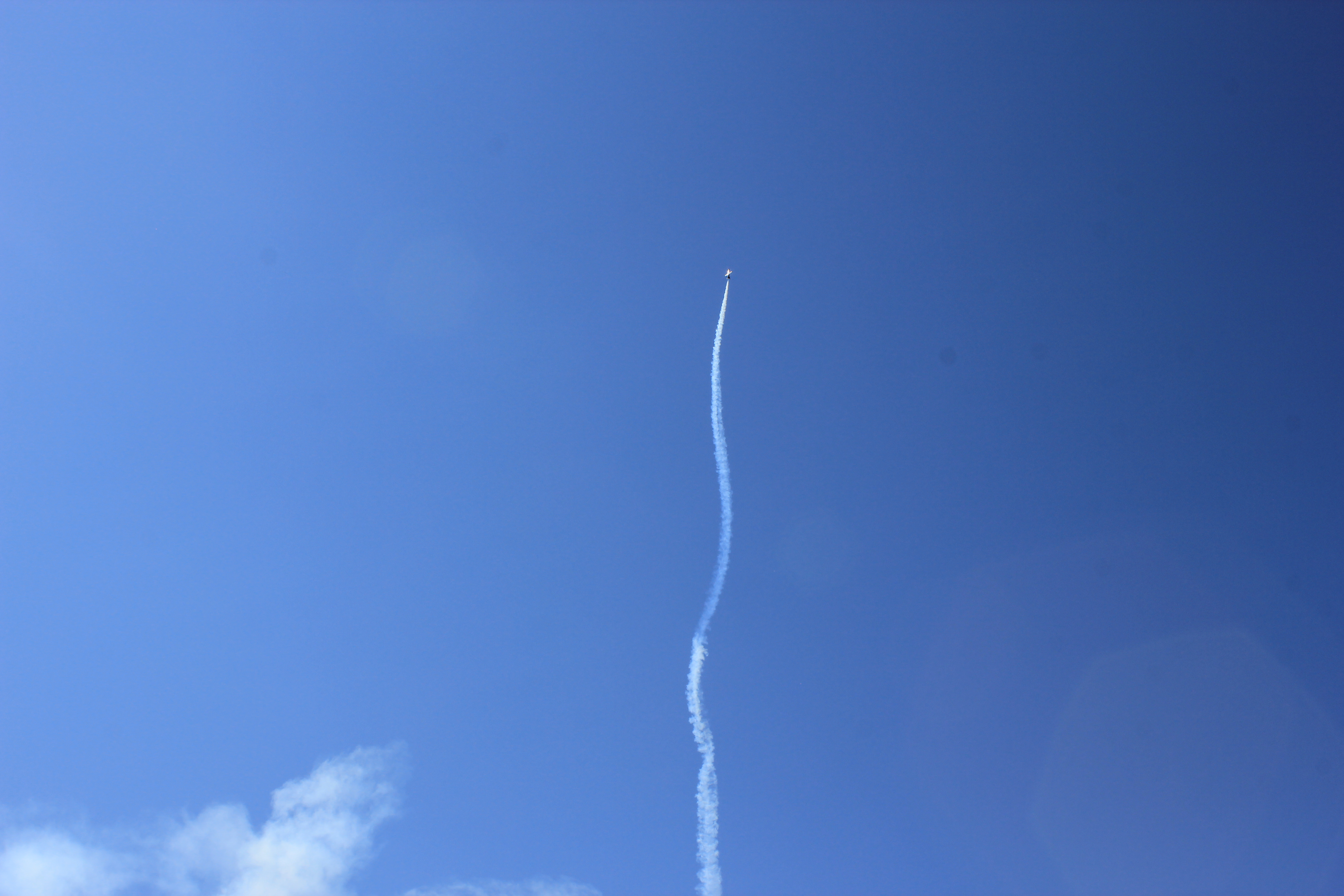

## انظر ايضًا
- معرض أبوتسفورد الدولي للطيران
- معرض برلين الدولي للطيران
- معرض بيجين هيل الدولي للطيران
- معرض أستراليا الدولي للطيران
- معرض رادوم للطيران
- آيرو الهند